# Dan Yashinsky
Dan[iel] Yashinsky (* 1950 in Detroit) ist ein US-kanadischer Autor, Sozialpädagoge und Geschichtenerzähler, der mit seinen Auftritten und Workshops die soziokulturelle Erzählkunst auch in Deutschland und Österreich beeinflusst.

## Biographie
Dan Yashinsky wurde in Detroit, Michigan, geboren, besuchte die Schule und das College in Santa Barbara, Kalifornien, studierte Literatur, übersiedelte mit 21 Jahren nach Toronto, Kanada, und schloss an der dortigen Universität ein Sozialpädagogik-Studium ab.
1978 startete er in einem Café in Toronto die bis dato wöchentlich abgehaltenen, offenen Erzählabende 1001 Friday Nights of Storytelling. 1979 gründete er mit einer Handvoll Geschichtenerzähler das Toronto Storytelling Festival, das nach wie vor stattfindet.
Schlüsselereignisse in Yashinskys Leben und Laufbahn sind erstens die jüdische Community, in die er eingebettet ist, zweitens 1991 die Geburt seines zweiten Sohnes Jacob, den er auf der Baby-Intensivstation erzählend ins Leben begleitet, der dann mit dem Prader-Willi-Syndrom aufwächst – und der 2018 bei einem Autounfall tödlich verunglückt. Damit in Zusammenhang steht drittens die autobiographische Geschichte Talking You In (2010), die der ebenfalls jüdische Gitarrist Brian Katz mit einem Niggun vertonte. Beide gemeinsam führten das Stück auf Tourneen weltweit auf. Schließlich resultiert daraus viertens das Projekt Storycare, bei dem Yashinsky u. a. mit Alzheimer- und Palliativ-Patienten, kranken Kindern, Angehörigen, psychotherapeutischen Gruppen sowie dem Krankenhaus- und Pflegepersonal die heilsamen Wirkungen des Geschichtenerzählens erprobt. Ab 2014 war er für vier Jahre Artist in Residence im Baycrest-Zentrum, einem Haus für Geriatrie, Pflege und Gesundheit in Toronto.
2023 dehnte Yashinsky seinen Erzähl-Radius von Brasilien, Europa, Israel, Kanada, Singapur und den USA bis nach Indien aus.

## Auszeichnungen
- 1991: Finalist bei den Toronto Book Awards.[7]
- 1999: Jane Jacobs Prize.
- 2007: Anne Izard Storytellers' Choice Award.[8]
- 2009: Chalmers Arts Fellowship.[9]
- 2018: Finalist beim Toronto Arts Foundation Award.[10]

## Zitate
- “The human race has never found a better way to convey its cumulative wisdom, dreams and sense of community than through the art […] of storytelling.” (Dan Yashinsky: Baycrest, deutsch: „Die Menschheit hat, um […] ihren Gemeinschaftssinn weiterzutragen, keinen besseren Weg gefunden als die Kunst […] des Geschichtenerzählens.“)[11]
- „Storytellers are the enemies of all champions of control“ (Chinua Achebe: Zitiert durch Dan Yashinsky, deutsch: „Geschichtenerzähler sind die Feinde aller Meister der Überwachung“)[10]
- „Today, we know broadcast voices better than the voices of our neighbours […]“ (Dan Yashinsky, deutsch: „Heute kennen wir eine Rundfunk-Stimme besser als die Stimmen der Nachbarn“)[12]
- „Ich hoffe, dass alles, was ich als Geschichtenerzähler tue, mein jüdisches Erbe ehrt.“ Dan Yashinsky.[13]

## Bibliographie
- The Art of Storytelling. A guide for parents, teachers, librarians & other storytellers. Storytellers School of Toronto, Toronto 1989.
- Tales for an unknown city. Stories from one thousand and one friday nights of storytelling. McGill-Queen’s University Press, Montreal 1990, ISBN 978-077350786-9.
- The storyteller at fault. Gynergy/Ragweed, Charlottetown 1993, ISBN 978-0921556-29-9.
- Next Teller. A book of Canadian storytelling. Gynergy/Ragweed, Charlottetown 1994, ISBN 978-0921556-46-6.
- Ghostwise. A book of midnight stories. August House Publishers, Little Rock 1997, ISBN 978-087483499-4, Ghostwise Online in der Google-Buchsuche.
- At the edge. A book of risky stories. Gynergy/Ragweed, Charlottetown 1998, ISBN 978-0921556-74-9.
- Suddenly they heard footsteps. Storytelling for the twenty-first century. Knopf Canada, Toronto 2004, ISBN 0-676-97592-5 (englisch, Inhaltsverzeichnis in der Google-Buchsuche [abgerufen am 12. März 2023] Ebenso University Press of Mississippi, Jackson, 2006, ISBN 1-57806-926-2).
- Swimming with Chaucer. A storyteller’s logbook. Insomniac Press, London/Kanada 2013, ISBN 978-155483109-8.
- I am full. Stories for Jacob. Signature Editions, Winnipeg 2023, ISBN 978-177324-127-2.